# 中巨摩郡
中巨摩郡（日语：／ Nakakoma gun */?）為山梨縣的郡。人口16,273人、面積9.15km²。（2006年）
現管轄有以下1町。
- 昭和町